# Larry Hughes
Larry Darnell Hughes (ur. 23 stycznia 1979 w Saint Louis) – amerykański koszykarz, obrońca, wybrany do składu najlepszych obrońców NBA.
W 1997 wystąpił w dwóch meczach gwiazd amerykańskich szkół średnich – McDonald’s All-American i Nike Hoop Summit. Został też wybrany najlepszym zawodnikiem stanu Missouri (Missouri Mr. Show-Me Basketball) oraz zaliczony do II składu Parade All-American.

## Osiągnięcia
Na podstawie, o ile nie zaznaczono inaczej.
NCAA
- Uczestnik II rundy turnieju NCAA (1998)
- Najlepszy pierwszoroczny zawodnik:
  - NCAA według USBWA (1998)[3]
  - konferencji USA (1998)
- Zaliczony do I składu:
  - konferencji USA (1998)
  - turnieju konferencji USA (1998)
  - najlepszych pierwszorocznych zawodników C-USA (1998)

NBA
- Wicemistrz NBA (2007)
- Wybrany do I składu defensywnego NBA (2005)[1]
- Lider:
  - sezonu zasadniczego w przechwytach (2005)[4]
  - play-off w średniej przechwytów (2006)[5]
- Uczestnik konkursu wsadów podczas NBA All-Star Weekend (2000)[6]
- Zawodnik tygodnia (16.01.2005)